# Josia coatepeca
Josia coatepeca är en fjärilsart som beskrevs av William Schaus 1889. Josia coatepeca ingår i släktet Josia och familjen tandspinnare. Inga underarter finns listade i Catalogue of Life.